# 歌德观景台
歌德观景台（Goethova vyhlídka）是捷克卡罗维发利的一座瞭望塔和游览餐厅，高42米，165级台阶，矗立在海拔636.4米的山巅，由维也纳建筑师费迪南德·费勒和赫尔曼·赫尔默设计。

## 历史
歌德观景台建于1888年至1889年，是由奥匈帝国皇儲妃史蒂芬妮发起。在上山途中，大公夫人表示，这个地点适合修建了望塔，当时的卡尔斯巴德市长爱德华·诺尔立即付诸实施。 德国诗人约翰·沃尔夫冈·冯·歌德以前也表达过类似的观点。
了望塔在其历史上多次更名。最初的名字“史蒂芬妮”（Stefaniewarte）是以皇儲妃命名。捷克斯洛伐克独立后，了望台以奥地利作家阿达尔贝特·施蒂弗特命名为“施蒂弗特了望塔”（Stifterovu rozhlednu）。二战后，它自1945年命名为“斯大林了望塔”（Stalinova rozhledna）。当前名称歌德观景台是在1957年命名。
温泉度假胜地在二战后开始衰落。了望塔于1960年代关闭，在1970年代重建后重新开放，包括一家餐厅。1990年代末再度关闭。2004年在重建之后餐厅和观景台开业；2006年再次关闭，因为难以进入，又远离温泉城。2017年开始重建，2018年秋季完成。2019年5月3日，在新的水疗季节，向公众开放。

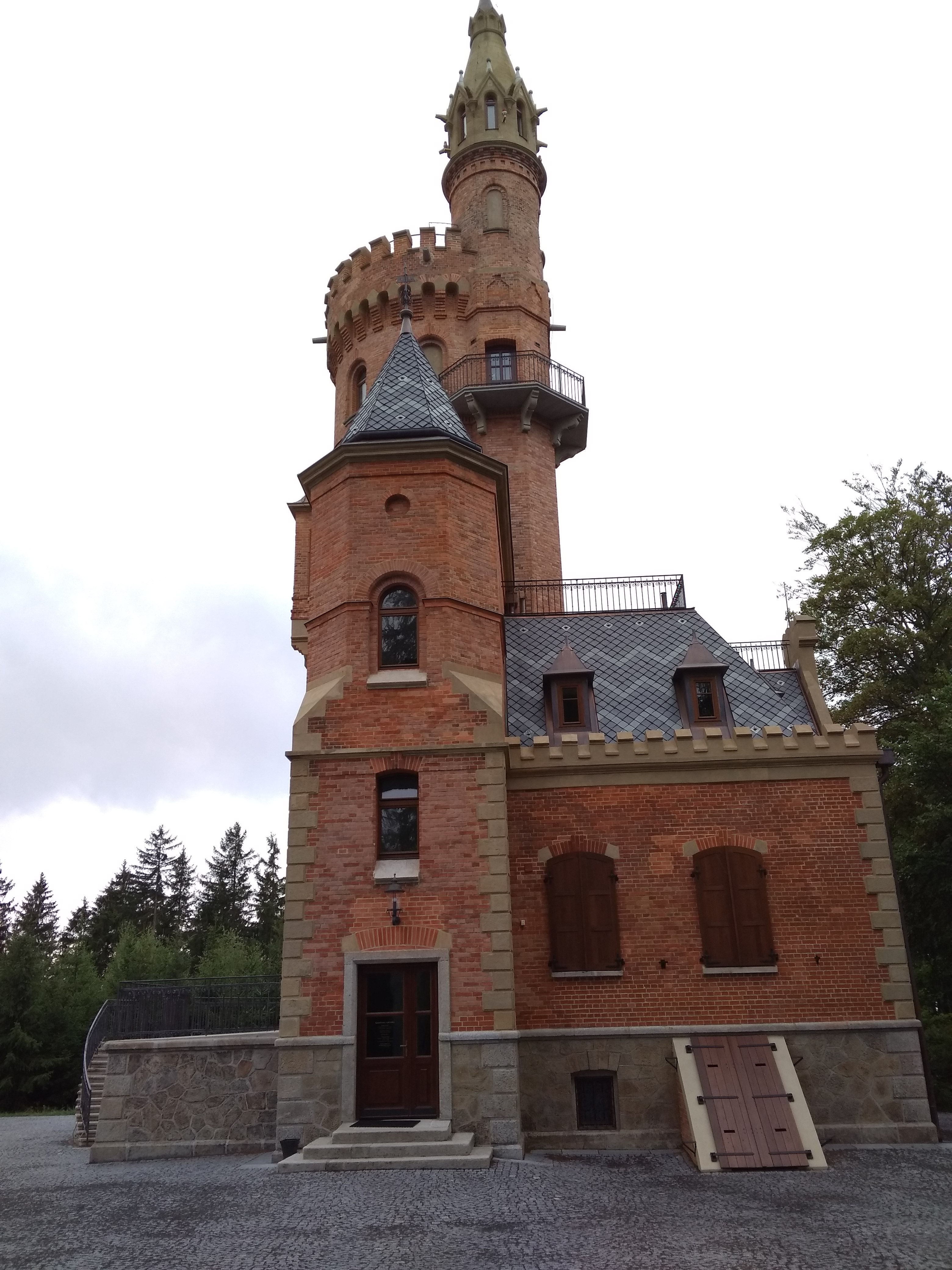
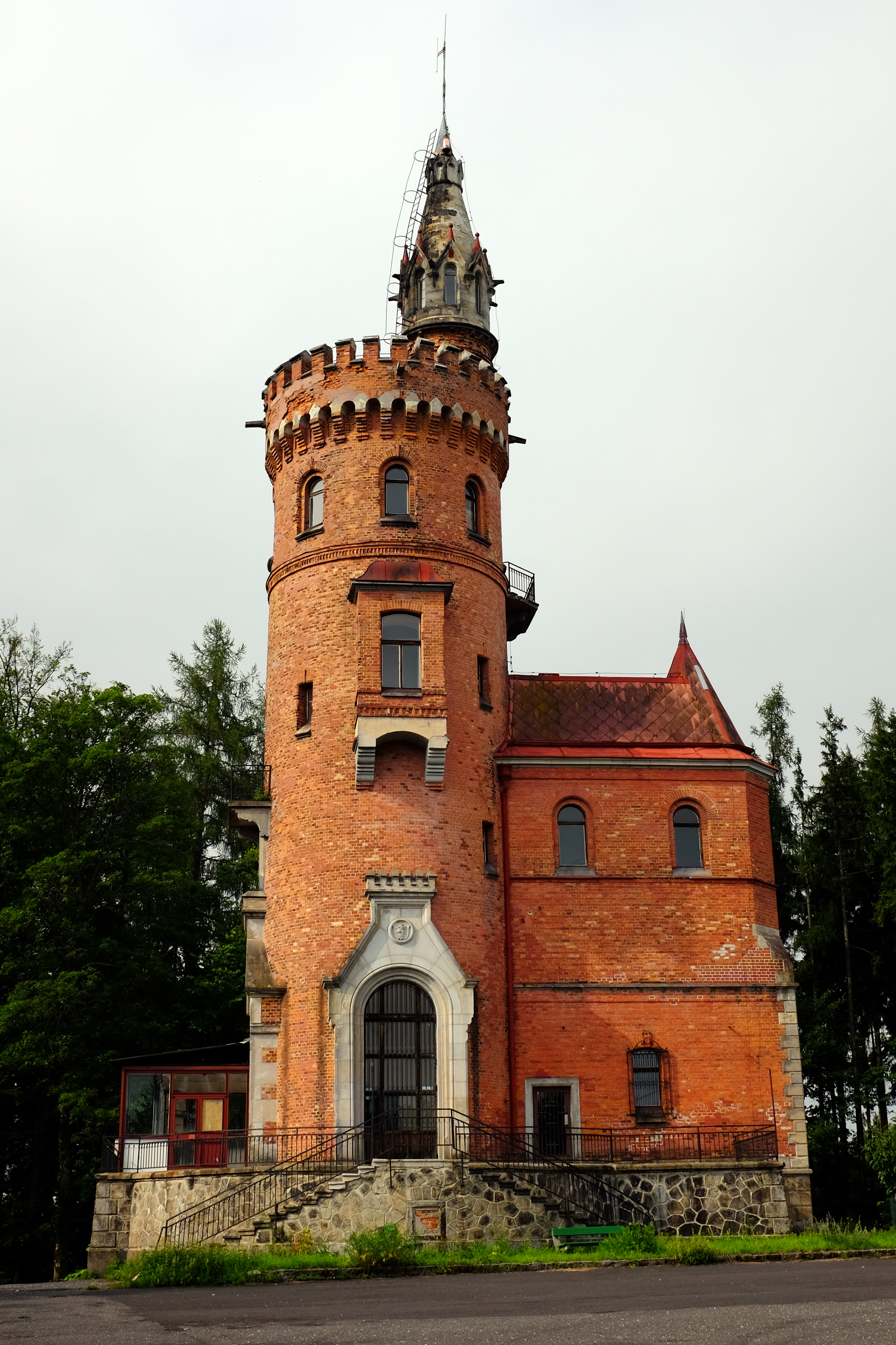
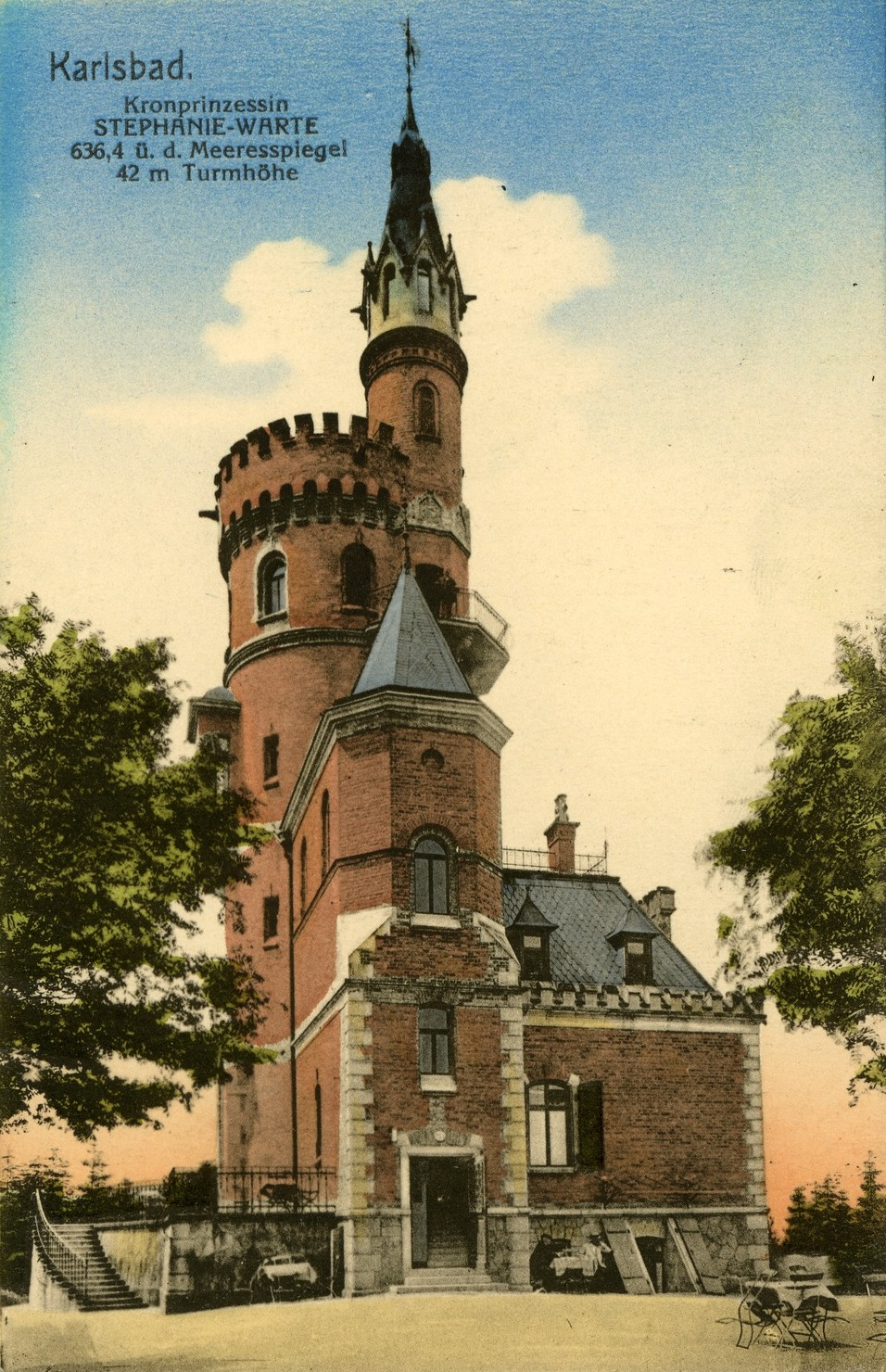
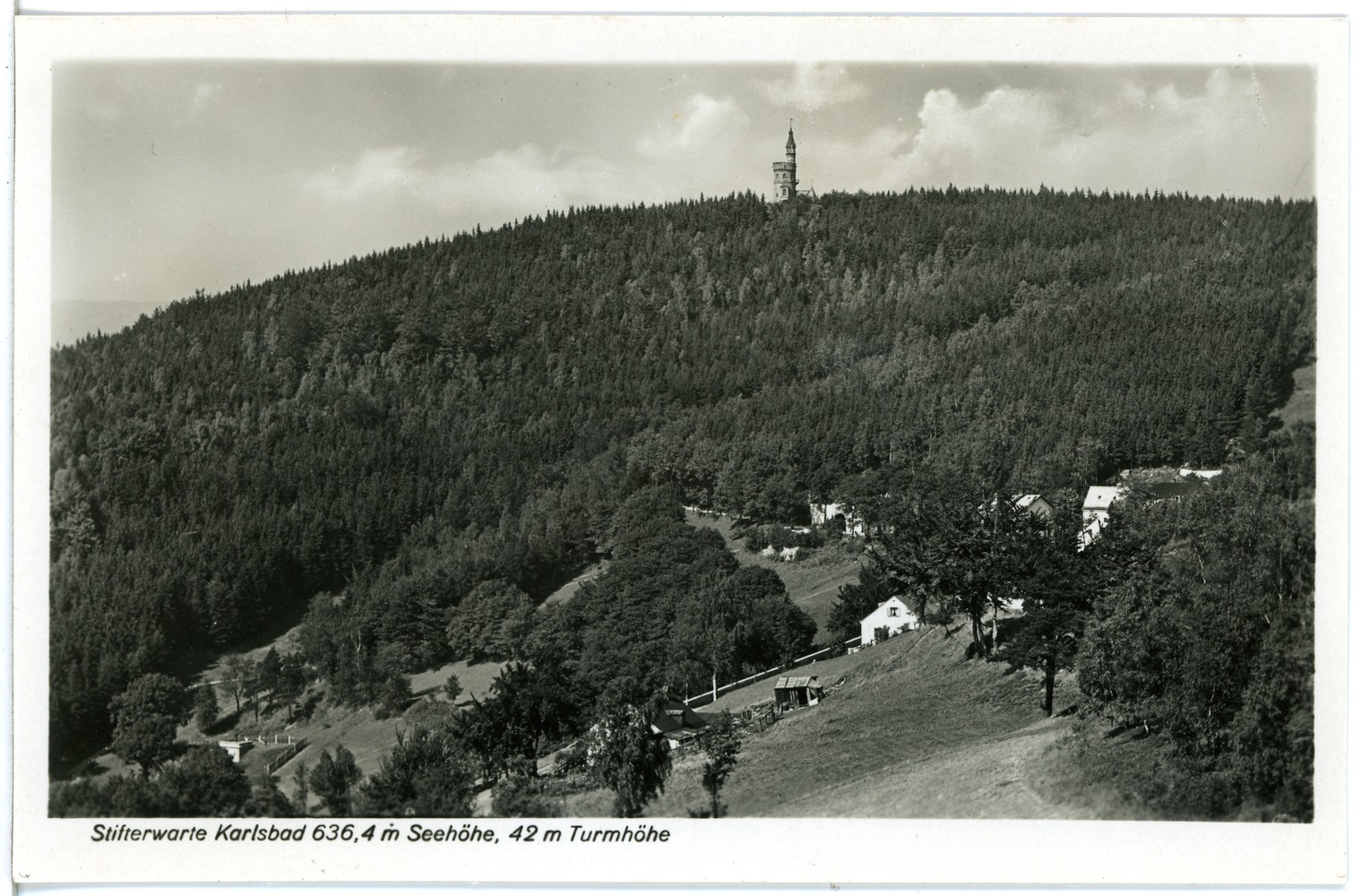
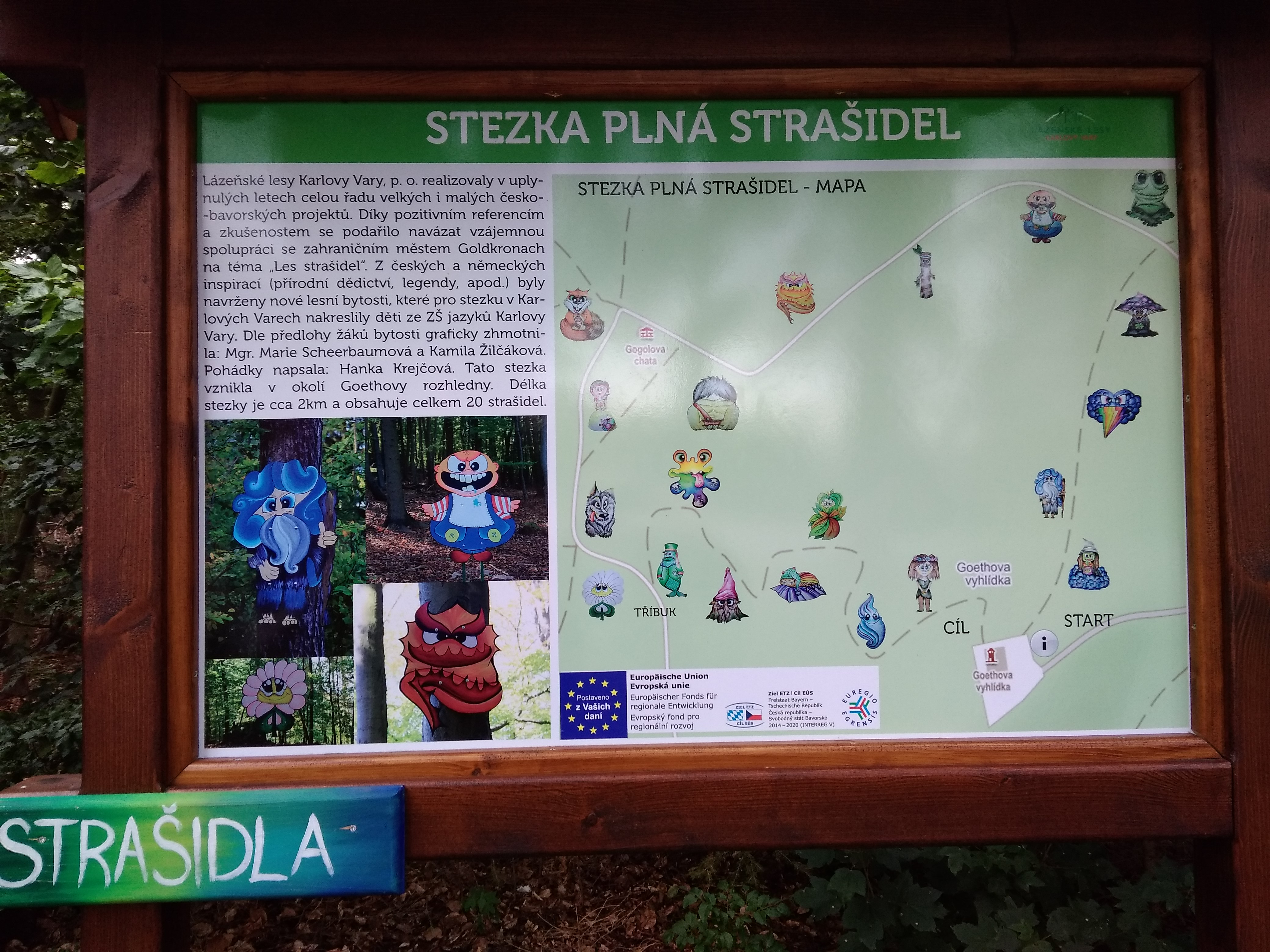